# نیوالد (ویسکانسین)
نیوالد (به انگلیسی: Newald) یک منطقهٔ مسکونی در ایالات متحده آمریکا است که در شهرستان فارست، ویسکانسین واقع شده‌است. نیوالد ۹۵ نفر جمعیت دارد و ۴۷۹٫۱۵ متر بالاتر از سطح دریا واقع شده‌است.